# Papež Feliks IV.
Feliks IV. (III.), rimski škof, svetnik (papež) rimskokatoliške Cerkve, * 490 Benevento , Kampanija, Italija (Italsko kraljestvo); † 22. september 530 Rim, Italsko kraljestvo.

## Življenjepis

### Volitve pod pritiskom vladarja
Teodoriku ni bilo všeč, da se je prenehal Akacijev razkol in da je spet prišlo do zedinjenja med Rimom in Carigradom. Ko Janez I. – ki so ga v Carigradu sprejeli z vsemi častmi – pri bizantinskem cesarju Justinu ni ravnal po Teodorikovih ukazih, da bi pri cesarju pridobil naklonjenost do arijanskih Gotov, ga je po prihodu skupaj z drugimi poslanci vrgel v ječo. Papež je dobil živčni zlom in kmalu umrl. Po njegovi smrti je Teodorik le še bolj podivjal: pripravljal je celo zakon, po katerem bi morali katoličani vse cerkve izročiti arijancem. Izvršitev je preprečila njegova huda bolezen in smrt 26. avgusta 526. 
Iz teh okoliščin razumemo strah Rimljanov, ki so skoraj dva meseca odlašali z izvolitvijo novega papeža; vendar so 12. julija  526 izvolili in posvetili tistega, ki ga je določil kralj: Kastorijevega sina, arhiprezbiterja Feliksa, ki si je nadel ime Feliks IV.; on pa je naklonjenost dvora obrnil v korist Cerkve. Kot rimski diakon je bil eden od papeževih odposlancev, ki so leta 519 po Akacijevem razkolu v Carigradu spet dosegli edinost med vzhodom in zahodom. Ker je bil Feliks vedno naklonjen Gotom, je kralj Teodorik ukazal, naj po Janezovi smrti njega izberejo za papeža; Rimljani so se najprej obotavljali; izgleda pa, da je bil Feliks tudi med ljudstvom priljubljen in tako je bil izvoljen brez zapletov. 

### Spremembe na prestolih
V teh letih so nastale v Rimskem cesarstvu spremembe, ki so bile katoličanom dokaj  naklonjene..
V Italiji  je umrl 26. avgusta 256 do katoličanov sovražno razpoloženi Teodorik in mu je tako smrt preprečila izdajo odloka, po katerem bi morali katoličani vse cerkve izročiti arijancem; nasledil ga je njegov vnuk Atalarik (Athalaricus, Athalaric); zavoljo mladoletnosti je pa vladala njegova mati – izobražena in velikodušna Amalasunta , naklonjena katoličanom, ki se je obdala z najboljšimi svetovalci; med njimi je bil pač najodličnejši Kasiodor. 
V Bizancu pa je po Justinovi smrti 527 zavladal cesar Justinijan, ki je sicer bil zavzet za katoliško vero in edinost kristjanov, vendar je še izraziteje kot nekateri njegovi predhodniki uveljavljal cezaropapizem . Cesar je že v začetku svojega dolgoletnega vladanja  začel izvajati novo cerkveno politiko, s katero je hotel doseči, da bi vse cesarstvo izpovedovalo enotno, katoliško vero. Tozadevni odlok je izdal 524 in je že papež Janez na Teodorikov pritisk prišel posredovat v Carigrad, naj bi cesar omilil določbe zoper arijance, kar mu je le delno uspelo in ga je pobesneli kralj ob vrnitvi skupaj z odposlanstvom vrgel v ječo, kjer je kmalu umrl. 
Nato je cesar Justinijan nastopil proti ostankom poganstva: leta 529 je zaprl filozofsko šolo v Atenah; krivoverce je izključil iz državnih služb in iz vojske; pod vplivom cesarice Teodore je mileje ravnal z monofiziti. 

### Benediktinci:"Ora et labora!"
V istem letu, ko je Justinijan zaprl zadnjo pogansko šolo v Atenah, je sveti Benedikt ustanovil samostan na Monte Cassino in z njim benediktinski red. Misel njegovih redovnih pravil lahko kratko povzamemo z rekom »Moli in delaj!«. Red se je hitro razširil. Papež Gregor Veliki, sam benediktinec, je menihe poslal kot misijonarje na britansko in irsko otočje. Od tam so kasneje benediktinci misijonarili po velikem delu Evrope, tudi slovenskemu narodu so oni prvi oznanjali krščanstvo. Kasiodor je benediktincem zaupal tudi nalogo, naj iščejo, ohranjajo in prepisujejo knjige iz antičnega obdobja; tako je ta red kulturno dediščino starega Rima in Grčije ohranil in posredoval mladi Evropi, ki je nastajala s preseljevanjem narodov.

### Dela
- Papež Feliks se je pritožil v Raveno, češ da posvetna sodišča prizadevajo svobodo duhovnikov in jim sodijo; dvor je odločil, da bo moral vsak uradnik, ki prekorači svoja pooblastila, odšteti deset funtov zlata kraljevemu davkarju, ki ga bo izročil papežu v korist revežev.
- V sporu glede milosti je nastopil papež Feliks zoper semipelagijanstvo. V zvezi s tem je na prošnjo škofa Cezarija iz Arlesa poslal seznam poglavij (Capitula) na temelju Avguštinovega nauka, ki so jih sprejeli med kanone sinode v Orangu 529 in jih je njegov naslednik papež Bonifacij II. tudi potrdil.
- Feliks je v hudi bolezni že za življenja izročil svoj palij arhidiakonu Bonifaciju, ki je bil gotskega rodu, o čemer je obvestil duhovščino, vernike in senat, kakor tudi kraljevski dvor v Raveni. S tem je želel preprečiti napetosti, ki so spremljale njegovo izvolitev, kot je sam izjavil:

Za to sem se odločil po mnogih molitvah in po razsvetljenju od zgoraj in zato to odločitev sprejmite z Božjim strahom in krščanskim spoštovanjem; kdor pa bi hotel v Cerkvi povzročati strankarstvo ali razkolništvo, tisti ne more biti več sin Cerkve in ne sme več pristopati k svetemu obhajilu. Vedite, da sem o tem obvestil tudi kraljevski dvor. 
To nenavadno dejanje pa je le povzročilo hudo nasprotovanje zlasti med senatorji, katerih večina je bila Bizancu naklonjena, kar se je pokazalo po Feliksovi smrti. 
- „Liber Pontificalis” poroča, da je kraljica Amanasunta podarila papežu na Via Sacra dve starodavni stavbi, od katerih je bila ena Templum Romae, iz katerih je zgradil cerkev svetega Kozma in Damijana ter jo dal okrasiti s prekrasnimi umetniškimi mozaiki, ki jih še danes občudujemo: med njimi tudi papežev portret. [9]

## Smrt in češčenje
.
 
Papež Feliks IV. je po hudi bolezni umrl 22. septembra 530 v Rimu, kjer je pokopan v cerkvi sv. Petra v Vatikanu. 
Njegov god je 30. januarja.Po starem je bil njegov god 12. oktobra.

### Ocena
Nekateri viri imenujejo Feliksa IV. tudi Feliks III. Do zmede prihaja zato, ker je bil eden od Feliksov (Feliks II.) - po nekaterih virih - protipapež.